# Palmarès del Bologna Football Club 1909

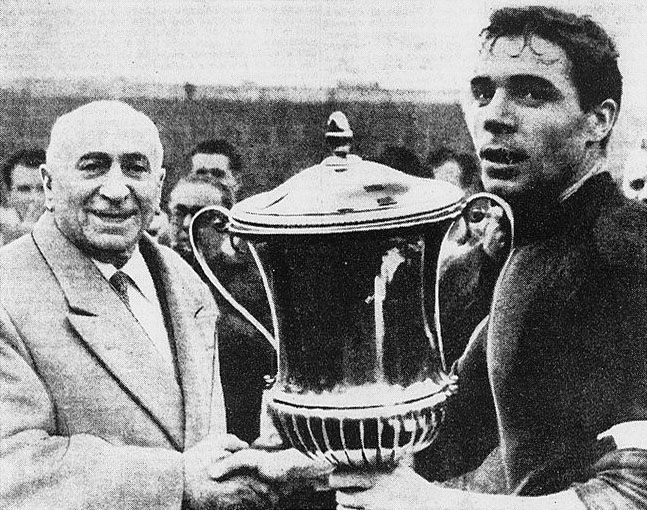
Il presidente Renato Dall'Ara e il capitano Mirko Pavinato festeggiano la vittoria della Coppa Mitropa 1961

In questa pagina è riportato il palmarès del Bologna Football Club 1909, società calcistica italiana per azioni con sede a Bologna.
I rossoblù hanno conseguito la maggior parte dei loro trofei nel primo dopoguerra, dagli anni venti agli anni trenta, per poi tornare a vincere nel periodo che va dagli anni sessanta agli anni settanta. Per quanto riguarda i trofei vinti dalla sezione giovanile, i trofei sono stati tutti vinti nel secondo dopoguerra.
Il primo titolo nella storia rossoblù è stato quello di Prima Divisione conquistato nella stagione 1924-1925, allora raggiunto con il nome di Bologna Football Club, mentre la prima Coppa Italia è stata vinta per la prima volta nella stagione 1969-1970. In ambito internazionale il Bologna fu la prima squadra a trionfare in una manifestazione internazionale, vincendo la Coppa dell'Europa Centrale 1932. Detiene inoltre il record di vittorie italiane di Coppe Mitropa, con 3 trionfi; e di Coppa Intertoto, un trionfo a pari merito con Perugia, Udinese e Juventus. Da segnalare inoltre che il Bologna nel 1937 vinse il Torneo Internazionale dell'Expo Universale di Parigi, diventando la prima squadra europea a vincere contro una formazione inglese. Tutti questi titoli conferiscono al Bologna la settima tradizione sportiva italiana contando appunto i successi.
In ambito giovanile il primo trionfo in competizioni internazionali della squadra primavera è stato il Torneo di Viareggio 1967, che è anche il primo trofeo assoluto della squadra giovanile felsinea. In campionato il primo trofeo fu il Campionato Berretti del 1972-1973.

## Prima squadra

La squadra bolognese in posa nel 1934 con la Coppa dell'Europa Centrale appena vinta contro gli austriaci dell', superati per 5-1

Il Bologna vanta 10 trofei nazionali nel suo palmares ufficiale; la squadra, con 7 vittorie a pari merito con Pro Vercelli e Torino, è la quinta squadra per numero di vittorie della Serie A, principale competizione nazionale del paese. La maggior parte di questi scudetti sono stati vinti nel periodo del primo dopoguerra. In ambito nazionale, il Bologna ha vinto anche 3 Coppe Italia, 2 campionati di Serie B e uno di Serie C, allora denominata "Serie C1".
Negli anni venti il Bologna vinse due scudetti, il primo nel campionato 1924-1925 e il secondo nel 1928-1929. Ma è solo negli anni trenta che il Bologna diventa una delle squadre più forti in Europa: ottiene due vittorie in Coppa Mitropa, tre scudetti di cui due vinti di fila e un altro due anni dopo. Inoltre nel 1937 i rossoblù batterono gli inglesi del Chelsea in occasione del Torneo Internazionale dell'Expo Universale di Parigi, diventando la prima squadra europea a vincere contro un team inglese. A quei tempi infatti i britannici si consideravano i migliori nel praticare il gioco del calcio, tanto che si ostinavano a non partecipare ad alcuna competizione ufficiale, che riguardasse le nazionali o i club, accampando una presunta "manifesta superiorità". Il Bologna che vinse due volte la Coppa dell'Europa Centrale e vinse contro una squadra inglese, assurse a livelli quasi mitologici, e la retorica di quegli anni fece il resto coniando il famoso motto de "lo squadrone che tremare il mondo fa".
Negli anni quaranta e cinquanta il Bologna non vinse più nessun trofeo, salvo però vincere la sua terza ed ultima Coppa Mitropa nel 1962, dando inizio ad un altro decennio e mezzo di vittorie che vide i rossoblù vincere il loro settimo e ultimo scudetto nel memorabile spareggio contro l'Inter, due Coppe Italia nelle stagioni 1969-1970 e nel 1973-1974 e una Coppa di Lega Italo-Inglese nel 1970. Dopo questa serie di trofei il Bologna non vinse più trofei rilevanti. L'ultimo trofeo dei rossoblù è stata la Coppa Intertoto nel 1998. A cinquantuno anni di distanza dall'ultima Coppa Italia conquistata, nella stagione 2024-2025 il Bologna vince il suo terzo titolo nazionale battendo il Milan in finale.

### Competizioni ufficiali

#### Competizioni nazionali

Il capitano bolognese Giacomo Bulgarelli con la Coppa Italia vinta nel 1974

- Campionato italiano: 7

1924-1925, 1928-1929, 1935-1936, 1936-1937, 1938-1939, 1940-1941, 1963-1964
- Coppa Alta Italia: 1

1946
- Coppa Italia: 3

1969-1970, 1973-1974, 2024-2025
- Serie B: 2

1987-1988, 1995-1996

##### Trofei accessori
- Coppa Campioni d'Italia: 1 [15]

1963-1964
- Coppa Renato Dall'Ara: 2 [16]

1969-1970, 1973-1974

#### Competizioni interregionali
- Campionato italiano Serie C1: 1

1994-1995 (girone A)

#### Competizioni regionali
- Campionato emiliano di Prima Categoria: 2

1919-1920, 1920-1921
- Campionato emiliano di Terza Categoria: 1

1909-1910

#### Competizioni internazionali

La squadra posa per la foto di rito dopo la vittoria della Coppa Intertoto UEFA nel 1998, primo e unico trofeo confederale della società felsinea

- Coppa Intertoto UEFA: 1  (record italiano condiviso con Juventus, Perugia ed Udinese)

1998

### Competizioni non ufficiali

#### Competizioni internazionali
- Coppa Mitropa: 3  (record italiano)

1932, 1934, 1961
- Torneo Internazionale dell'Expo Universale di Parigi 1937: 1

1937
- Coppa di Lega Italo-Inglese: 1  (record italiano condiviso con Fiorentina e Napoli)

1970

##### Altre competizioni
- Coppa Emilia: 1

1915-1916
- Torneo di Nizza: 1

1935
- Tournoi des journalistes: 1

1938
- Trofeo Spagnolo: 1

1997
- Torneo Repubblica di San Marino: 1

2000
- Nova Supersports Cup: 1

2001
- Memorial Dario Fagotti: 1

2021
- Trofeo Ciudad de Palma: 1

2024

### Altri piazzamenti

#### Competizioni nazionali
- Serie A:

Secondo posto: 1926-1927; 1931-1932; 1939-1940; 1965-1966
Terzo posto: 1930-1931; 1932-1933; 1966-1967
- Serie B:

Secondo posto: 2007-2008
- Serie C1:

Secondo posto: 1983-1984 (girone A)
- Coppa Italia:

Semifinalista: 1958; 1980-1981; 1995-1996; 1996-1997; 1998-1999

#### Competizioni internazionali
- Coppa Mitropa:

Finalista: 1962; 1988-1989
Semifinalista: 1939; 1964
- Coppa Intertoto UEFA:

Finalista: 2002
- Coppa Anglo-Italiana:

Finalista: 1971
Semifinalista: 1973
- Coppa UEFA:

Semifinalista: 1998-1999
- Coppa delle Fiere:

Semifinalista: 1967-1968

## Seconda squadra (squadra riserva)

### Competizioni nazionali
- Campionato Cadetti: 1

1961-1962
- Campionato De Martino: 1

1964-1965

## Settore giovanile

La formazione Primavera felsinea scesa in campo nella vittoriosa finale del Torneo di Viareggio 1967

Tra tutti i titoli vinti dal settore giovanile rossoblù , il Bologna vanta: un Campionato Primavera 2 e una Supercoppa Primavera 2, tutti e due vinti nel 2019; 1 Campionato Nazionale Dante Berretti, vinto nel 1973; 3 Campionati Under 17, vinti rispettivamente nel 1982, 2001 e 2022; 1 Campionato Under 15, vinto nel 1989 e infine 2 Tornei di Viareggio in cui la squadra ha trionfato nel 1967 e nel 2019.
Il vivaio rossoblù non ha mai avuto una storia ricca di trofei. Solo negli anni sessanta il Bologna si rese competitivo in ambito giovanile, arrivando per due volte di fila al secondo posto nel Torneo di Viareggio prima di vincerlo nel 1967. Nelle competizioni nazionali ha vinto quattro campionati giovanili: uno con l'Under 19, due con la sezione Allievi e uno con i giovanissimi. Per quanto riguarda la sezione Primavera, il miglior piazzamento dei rossoblù nel massimo campionato è stato il sesto posto raggiunto nel campionato 2011-2012 e nel 2016-2017. La primavera annovera anche ben 7 Tornei Città di Vignola.

### Primavera

#### Competizioni nazionali
- Campionato nazionale Dante Berretti: 1

1972-1973
- Campionato Primavera 2: 1

2018-2019
- Supercoppa Primavera 2: 1

2019

#### Competizioni internazionali
- Torneo di Viareggio: 2

1967, 2019
- Torneo Internazionale Under-19 Bellinzona: 2

1952, 1967
- Torneo Città di Vignola: 7

1973, 1982, 1993, 1994, 2004, 2005, 2009

#### Altri piazzamenti

##### Competizioni internazionali
- Torneo di Viareggio:

Finalista: 1963; 1964; 1973
- Torneo Città di Vignola:

Finalista: 2019, 2021
- Torneo Internazionale Under-19 Bellinzona:

Terzo posto: 1953
- Trofeo Dossena:

Quarto posto: 1980

### Under-18

#### Altri piazzamenti

##### Competizioni nazionali

La squadra Allievi rossoblù per la prima volta campione d'Italia nella stagione 1981-1982

- Campionato Nazionale Under-18:

Finalista: 2021-2022

### Under-17

#### Competizioni nazionali
- Campionato Nazionale Under-17: 3

1981-1982, 2000-2001, 2021-2022

#### Competizioni internazionali
- Torneo Internazionale Nereo Rocco: 3

1999, 2000, 2016
- Torneo Internazionale Città di Gradisca - Trofeo Nereo Rocco: 2

2018, 2021
- Torneo Internazionale Maggioni-Righi: 1

2001

### Under-16

#### Competizioni internazionali
- International Helvetia Cup: 1

2019

### Under-15

#### Competizioni nazionali
- Campionato Nazionale Under-15: 1

1988-1989

#### Competizioni internazionali
- Torneo Città di Arco: 1

1978

### Under-14

#### Competizioni internazionali
- Torneo Internazionale Under-14 Den Bosch: 1

2024

### Under-13

#### Competizioni nazionali
- Campionato Nazionale Under-13: 1

2018-2019

#### Competizioni internazionali
- Gallini Cup: 1

2022

#### Competizioni regionali
- Campionato Regionale Under-13 PRO: 1

2020-2021

### Liste e riconoscimenti
- Club vincitori delle competizioni UEFA per club
- Società calcistiche vincitrici delle competizioni confederali e interconfederali
- Tradizione sportiva

### Voci affini
- Storia del Bologna Football Club 1909
- Statistiche e record del Bologna Football Club 1909
- Bologna Football Club 1909 nelle competizioni internazionali